# Pear (Užice)
Pear (Servisch cyrillisch Пеар) is een plaats in de Servische gemeente Užice. De plaats telt 433 inwoners (2002).